# Impulsdiagramm
Ein Impulsdiagramm oder Zeitablaufdiagramm dient zur Visualisierung der Funktionsweise digitaler Schaltungen. Es stellt die Veränderung der Ausgangssignale bei Variation der Eingangssignale dar. 

## Aufbau

Impulsdiagramm eines zustandsgesteuerten und eines vorderflankengesteuerten RS-Flipflops

Die horizontale Achse entspricht der Zeit, auf der vertikalen Achse wird der Spannungspegel (in V) oder der Logikpegel (entweder high oder low) dargestellt. Die Signale werden übereinander notiert. Als erste Zeile wird häufig der Spannungsverlauf des Taktsignals (clock) aufgetragen. Anschließend folgt meist das Reset-Signal der Schaltung. Im weiteren Verlauf werden dann die Spannungsverläufe der Dateneingänge (Inputs) und -ausgänge (Outputs) eingezeichnet.

## Arten

### Rein logisches Verhalten
Bei einfacheren Impulsdiagrammen wird nur das rein logische Verhalten der Schaltung (ohne Berücksichtigung der tatsächlichen Signallaufzeiten) berücksichtigt. Die technisch bedingten Signallaufzeiten der Bauelemente werden hierbei nicht in das Diagramm eingetragen.

### Typische Signallaufzeiten
Darüber hinaus kann auch bei Impulsdiagrammen neben dem rein logischen Verhalten zusätzlich die jeweilige Gatterlaufzeit der elektronischen Bauelemente (Gatter und Flipflops) berücksichtigt werden. In diesem Fall wird für jeden Schaltvorgang nur der individuelle, typische Zahlenwert eines jeden Bauelements verwendet. 

### Minimale und maximale Signallaufzeiten
Entsprechend einer Laufzeittoleranzrechnung können im Impulsdiagramm auch die jeweiligen minimalen und maximalen Verzögerungszeiten verwendet werden. Im Diagramm wird für jeden Schaltvorgang die minimale und die maximale Signallaufzeit berücksichtigt. Hierbei werden für jeden Schaltvorgang zwei, sich zeitlich überlappende Signalverläufe eingezeichnet.